# 和良川

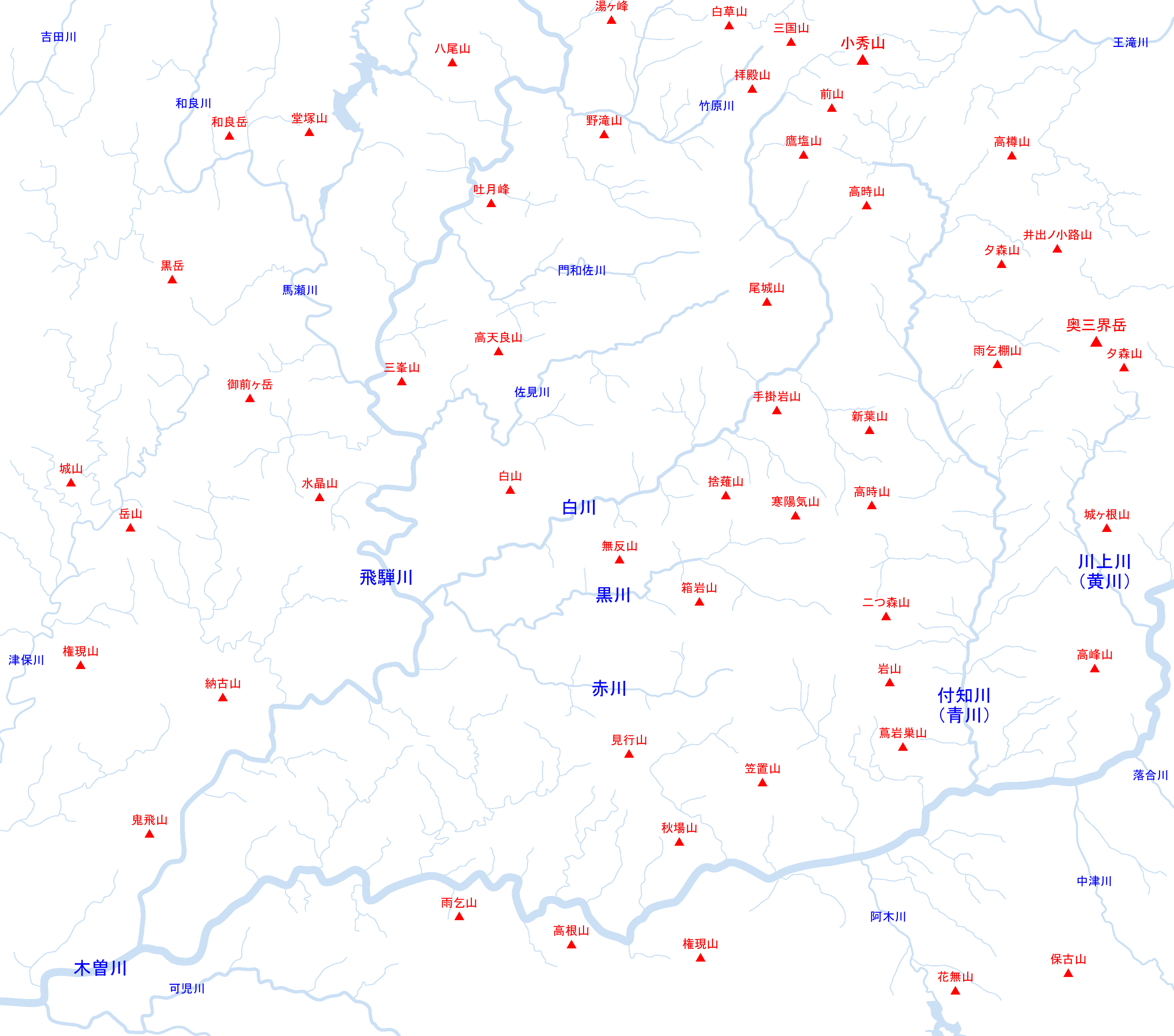
東濃五色川とその周辺の地理

和良川（わらがわ）は、木曽川水系の一級河川。岐阜県郡上市・下呂市を流れる。馬瀬川・飛騨川を経て木曽川に合流する3次支川。

## 地理
岐阜県郡上市北部の旧和良村と旧明宝村の境付近から流れる鹿倉川（かくらがわ）を主な水源とし、旧和良村中心部に差し掛かる郡上市和良町宮代付近から和良川と名を変える。和良町宮地付近で鬼谷川と合流すると東に流れを変え、和良町安郷野付近で土京川と合流して南に流れ、下呂市金山町祖師野付近で飛騨川に合流する。鹿倉川の水源から飛騨川合流点までの河川延長は約21キロメートル、うち和良川としての区間は約9キロメートル。
旧和良村中心部付近では1キロメートルほどの幅の谷底沖積平野を作り、集落と水田を発達させる。この付近では国道256号が和良川と並行し、東西を結ぶ主要な交通路となっている。
水質が良く、餌となる良質の藻が生育する為に鮎の漁場として知られる。1927年（昭和2年）に和良川と鬼谷川が、オオサンショウウオ生息地として国の特別天然記念物に指定された。また、1986年（昭和61年）には上流域の和良町野尻にある鍾乳洞の湧き水が蛇穴の水として岐阜県の名水50選に選ばれ、2008年（平成20年）には平成の名水百選に選定された。

## 主な支流
一級河川のみ、下流側から順に記載。
- 土京川
- 鬼谷川
  - 入間川
    - 貢間川

## 主な橋
中流域で国道256号と並行し、荒川橋・安郷野橋・方須大橋などが架かる。
- 鹿倉橋（岐阜県道323号鹿倉白山線）